# Linia kolejowa Zaniewka – Rżewka
Linia kolejowa Zaniewka – Rżewka – linia kolejowa w Rosji łącząca stację Zaniewskij Post-II ze stacją Rżewka. Zarządzana jest przez region petersburski Kolei Październikowej (część Kolei Rosyjskich).
Linia położona jest w Petersburgu i w obwodzie leningradzkim, na większości swojego przebiegu wyznaczając granicę pomiędzy obydwoma podmiotami. Na całej długości jest zelektryfikowana i jednotorowa.